# Genesis (drama)
 For alternative betydninger, se Genesis. (Se også artikler, som begynder med Genesis)
Genesis eller I stedet for selvmord (engelsk: Genesis or An alternative to suicide) er et science fiction-drama af den engelske forfatter Stephen Gallagher (f. 1954).
Dramaet blev produceret i 1979 for BBC’s Radio 4 af Martin Jenkins. I 1988 produceredes en dansk radiodramatisering af Genesis for DR med Jørgen Buckhøj i hovedrollen som Lesterman, Birthe Neumann som Esther, Lotte Horne som Delisle og Dick Kaysø som Lydecker. Episoderne hed ’Jernstjernen’, ’En rummand vender hjem’, ’Omprogrammering’ og ’Det sorte hul’.

## Handling

### Synopsis
I en fjern fremtid er menneskeheden på jagt efter liv i fremmede solsystemer. Rumskibet Jernstjernen, der ejes af kompagniet Fremtiden A/S, har til opgave at skabe kontakt til nye civilisationer.
På grund af Jernstjernens høje hastighed er kontakt med fremmede civilisationer dog i praksis umulig, hvorfor rumskibet har en flåde af små fartøjer, såkaldte vingeskibe, med om bord. Disse vingeskibe, der flyves af freelancepiloter, kan sættes af, dykke gennem ormehuller og dukke op igen et andet sted i universet et øjeblik senere.
Jernstjernen vedligeholdes af mekanikere (kaldt ’rummænd’), der siden barndommen er blevet trænet og hjernevasket med hypnose og narkotika til at udføre hårdt fysisk arbejde.

### Første del: Jernstjernen
En dag forsøger et vingeskib at lægge an til landing, mens to rummænd arbejder på Jernstjernens skrog. Den ene rummand dør, og den anden, Maverick Lesterman, kommer til skade. Jernstjernens kaptajn, Lisa Delisle, beslutter i samråd med chefen for rummændene, Jan Lydecker, at sende Lesterman tilbage til Jorden på landlov.
På Jorden tager repræsentanter for Fremtiden A/S kontakt til den 17-årige Esther Anderson, der arbejder i sin fars cafeteria i Flagstaff, Arizona. De fortæller hende, at Fremtiden A/S køber børn af fattige forældre og uddanner dem til rummænd. Uddannelsen består bl.a. i at slette deres personlighed og frie vilje. Imidlertid er det meget svært at undertrykke deres seksualitet. Hver rummand tilknyttes derfor en kvinde, som de kan begære og tilbede. I Lestermans tilfælde var denne kvinde hans mor; men fordi han blev solgt til Fremtiden A/S som spæd, ved han det ikke. Repræsentanterne forklarer Esther, at hun er en klon af Lestermans mor.
Hun tvinges til at arbejde for Fremtiden A/S, fordi hendes far, der er enlig, har fået Esther af kompagniet. Repræsentanterne bringer hende til Las Vegas, der ejes af kompagniet, hvor hun skal afvente Lestermans ankomst.

### Anden del: En rummand vender hjem
Det går hurtigt op for den hjemvendte Lesterman, at den Esther, han møder, ikke er den samme, som han har elsket. Selvom han kun har arbejdet på Jernstjernen i tre år, er der i mellemtiden gået 30 år på Jorden på grund af Jernstjernens hastighed. Esther går til bekendelse, men overtaler samtidig Lesterman til at flygte fra Las Vegas sammen med sig.

### Tredje del: Omprogrammering
Flugten lykkes, og i en by uden for Las Vegas opsøger de en klinik, hvor Lesterman bliver renset for narkotika. Han ytrer derefter ønske om at blive pilot for Fremtiden A/S.
Men Fremtiden A/S er i hælene på Lesterman og Esther. De stjæler et vingeskib fra en forretning, og under flugten ringes de op af kompagniets direktør. Lesterman kræver, at Esther får fuld borgerret, at kompagniet annullerer hendes fars gæld, og at det stjålne vingeskib bliver hans. Direktøren accepterer.
Lesterman tager afsked med Esther og rejser tilbage til Jernstjernen. I mellemtiden har Lisa Delisle fået besked på at rydde Lesterman af vejen, så da der dukker en farlig mission op, sender hun ham ud på den.

### Fjerde del: Det sorte hul
Lesterman og hans observatør forlader Jernstjernen og når til et ugæstfrit solsystem, hvor en stjerne og et sort hul er i kredsløb om hinanden. Deres eneste håb om at slippe væk består i at ramme det sorte hul, men det forhindres af den klare stjerne. De opdager en ring af fremmede satellitter omkring dobbeltstjernen og et uidentificeret objekt, en såkaldt altmuligmand, der kan udbedre skader. Forsøg på at komme objektet nærmere mislykkes, men da observatøren pludselig hiver stikket til computeren ud, kommer objektet hen til dem. Det lykkes Lesterman at kravle om bord og finde ud af, at satellitterne udgør en sikker port til det sorte hul, og at vingeskibet med altmuligmandens hjælp kan forcere porten uden fare.
Da Lisa Delisle får at vide, at Lestermans mission er fuldført, giver hun ordre til totalt fareberedskab. Det viser sig, at hele ekspeditionen blot har til formål at tiltrække investeringer på Jorden, så Fremtiden A/S kan tjene penge. Da sandheden går op for Lydecker, advarer han Lesterman, der hurtigt manøvrerer sit vingeskib væk fra Jernstjernens hangar.
Imens er ni rummænd blevet beordret ud på skroget med en laserkanon for at tilintetgøre Lesterman, men Lesterman har blokeret skibets luftsluse, så de ikke kan komme ud. Delisle ser sig nødsaget til at fortælle Lesterman, at Esther er klonet fra hans mor, og at han dermed har været forelsket i sin mor hele livet. Som reaktion torpederer Lesterman Jernstjernen med sit vingeskib og omkommer – men hans sjæl opfanges af altmuligmanden.
Netop som Delisle tror sig sejrrig, taler Lesterman til hende og truer med at slå rummændene ihjel, medmindre hun udnævner Lydecker til ny kaptajn. Stillet over for dette ultimatum bøjer hun sig.
Efterfølgende sendes en vævsprøve af Lesterman tilbage til Jorden for at klone en ny krop til hans sjæl. Med vævsprøven følger en besked om at finde Esther og fortælle hende sandheden.